# Bagrut
Die Te'udat Bagrut (hebräisch תעודת בגרות), kurz Bagrut, ist die israelische Form der Reifeprüfung nach Abschluss einer höheren Schulbildung. Sie entspricht etwa dem deutschen Abitur und der österreichischen und der schweizerischen Matura.
Die Prüfung wird zentral vom israelischen Ministerium für Bildung abgewickelt. Form und Inhalt sind demnach für alle Schüler identisch, allerdings kann die Prüfung in fünf verschiedenen Schwierigkeitsstufen abgelegt werden. Darüber hinaus bestehen neben und innerhalb der Pflichtfächer gewisse Wahlmöglichkeiten, die allerdings in den meisten Fällen ebenfalls auf standardisierten Tests beruhen.

## Pflichtprogramm
- Tanach-Studien, bzw. Bibel- oder Koran-Studien für Christen bzw. Muslime.
- Sprache
  - Hebräische oder arabische Grammatik
  - Hebräisch oder Arabisch: Schriftlicher Ausdruck
- Englisch (schriftlich und mündlich)
- Mathematik
- Politische Bildung
  - Staatsbürger- und Minderheitenkunde
  - Jüdische Geschichte
  - Weltgeschichte
- Hebräische, arabische und Weltliteratur
- Mindestens ein Wahlfach, unter anderem Geografie, Physik, Chemie, Biologie, Arabisch etc.
- Sportunterricht

## Studienzulassung
Als bestanden gilt die Prüfung, sofern eine Note von 55 Prozent oder höher erreicht wurde. Um zu einem Hochschulstudium zugelassen zu werden, muss eine volle Reifeprüfung abgelegt werden. Dazu müssen zumindest ein Bereich auf der höchsten Schwierigkeitsstufe bestanden werden sowie mindestens 21 Teileinheiten positiv absolviert werden. Obwohl die Bagrut theoretisch die Zulassung zum Studium ermöglicht, verlangen die meisten israelischen Hochschulen einen zusätzlichen psychometrischen Test vor der Aufnahme.